# Novello Finotti
Novello Finotti (Verona, 13 agosto 1939) è uno scultore italiano.

## Vita e opere

### Gli inizi
Novello Finotti nasce a Verona nel 1939. Frequenta l'Accademia Cignaroli. Inizia ad esporre nel 1958 con un premio acquisto alla Mostra di Arte Sacra di Assisi.
Nel 1964 espone a New York con una personale alla Armony Gallery. Nel 1966 partecipa su invito, con un gruppo di opere alla XXXIII Biennale Internazionale d’Arte di Venezia. Nel 1972 espone con una personale alla galleria di Alexander Iolas a Milano.
Nello stesso anno partecipa alla mostra itinerante Scultori Italiani di Oggi, curata dal professor Fortunato Bellonzi di Roma, esponendo a Buenos Aires, Montevideo, Rio de Janeiro, San Paolo del Brasile, Tokio, Osaka, Hong Kong, Berlino Est e Lugano.
Nel 1976 viene invitato alla Quadriennale Nazionale d'Arte di Roma, a una mostra itinerante ”il Bronzetto Italiano”, in Finlandia, Danimarca e Norvegia. Nel 1977 è a New York con una personale alla Iolas Jackson Gallery. Nel 1984 viene invitato con una sala alla XLI Biennale Internazionale d'Arte di Venezia.

### Anni '80 e '90
Nel 1981 HOMMAGE A SHAKESPEARE con testo di Luigi Meneghelli, per la revue d'art TROU II
Nel 1986 espone con una mostra antologica a palazzo Te di Mantova. Nel 1988-89 partecipa in Giappone, con un gruppo di opere in marmo, alla grande mostra itinerante “La Scultura Italiana del XX secolo” (The Museum of Fine Arts di Gifu, Art Museum di Niigata City, The Fukuyama Museum of Art).
Nel 1990 realizza un monumento del poeta Biagio Marin a Grado.
Nel 1995 una personale nella Galleria del Credito Valtellinese, Refettorio delle Stelline a Milano. Tra il 1998 e il 2001 oltre alla personale alla Nardin Gallery di New York, esegue i lavori su committenza, tra cui l'intervento completo della facciata della Basilica padovana di S.Giustina, comprendente i tre portali in bronzo, 18 ritratti dei committenti virtuali inseriti nel retro della porta centrale, e i quattro simboli degli Evangelisti in marmo e collocati nelle nicchie della facciata.

### Ultimo periodo
Nel 2001 esegue il decoro in bronzo dorato per l'altare del Beato Papa Giovanni XXIII, per la Basilica di S. Pietro a Roma.
Nel 2002 realizza una grande figura in marmo bianco di Carrara, rappresentante S.Maria Soledad, collocata in una nicchia esterna della Basilica di S. Pietro in Vaticano. Dal 2002 al 2005 le mostre personali di Malcesine (VR), Galleria Forni Milano, Sant'Anna di Stazzema (LU), Abbazia di Rosazzo, Manzano (UD).
Vive e lavora a Sommacampagna (VR) e a Pietrasanta (LU).